# Steinkammer (Hessischer Landrücken)
Die Steinkammer ist ein 450 m ü. NN hoher Berg auf dem Landrücken in der Gemarkung von Rückers im Landkreis Fulda in Hessen (Deutschland).

## Geographische Lage
Die „Steinkammer“ liegt auf dem Landrücken, dem verbindenden Höhenzug zwischen Rhön und Vogelsberg, im Naturpark Hessische Rhön, an den der Naturpark Hessischer Spessart angrenzt.  Der nächstentfernte größere Ort ist Rückers ungefähr 2 km nördlich.

## Wasserscheide
Oberhalb der Steinkammer verläuft über das Breite Feld eine der bedeutendsten Wasserscheiden in Deutschland, die Rhein-Weser-Wasserscheide. Sie ist die Grenze der Einzugsgebiete der großen Ströme von Rhein und Weser. Gewässer in nördliche Richtungen, wie die Fließgewässer aus Rückers, entwässern zur Weser, Gewässer in südliche Richtungen, in den Rhein.

## Naherholungs- und Quellgebiet
Die „Steinkammer“ ist ein Landschaftsschutzgebiet. Das geologisch und botanisch interessante Naherholungs- und Quellgebiet „Steinkammer“ bietet dem Erholungssuchenden mit Rundwanderwegen und seiner parkähnlichen Landschaft herrliche Aussichten auf Rhön, Vogelsberg und Spessart. 
Die Rundwanderwege des Naturparks „Hessische Rhön“ (Steinkammer West und Steinkammer Ost) führen durch Laub- und Nadelwälder entlang von Grünlandflächen und Bächen zu romantischen und verschwiegenen Plätzen.

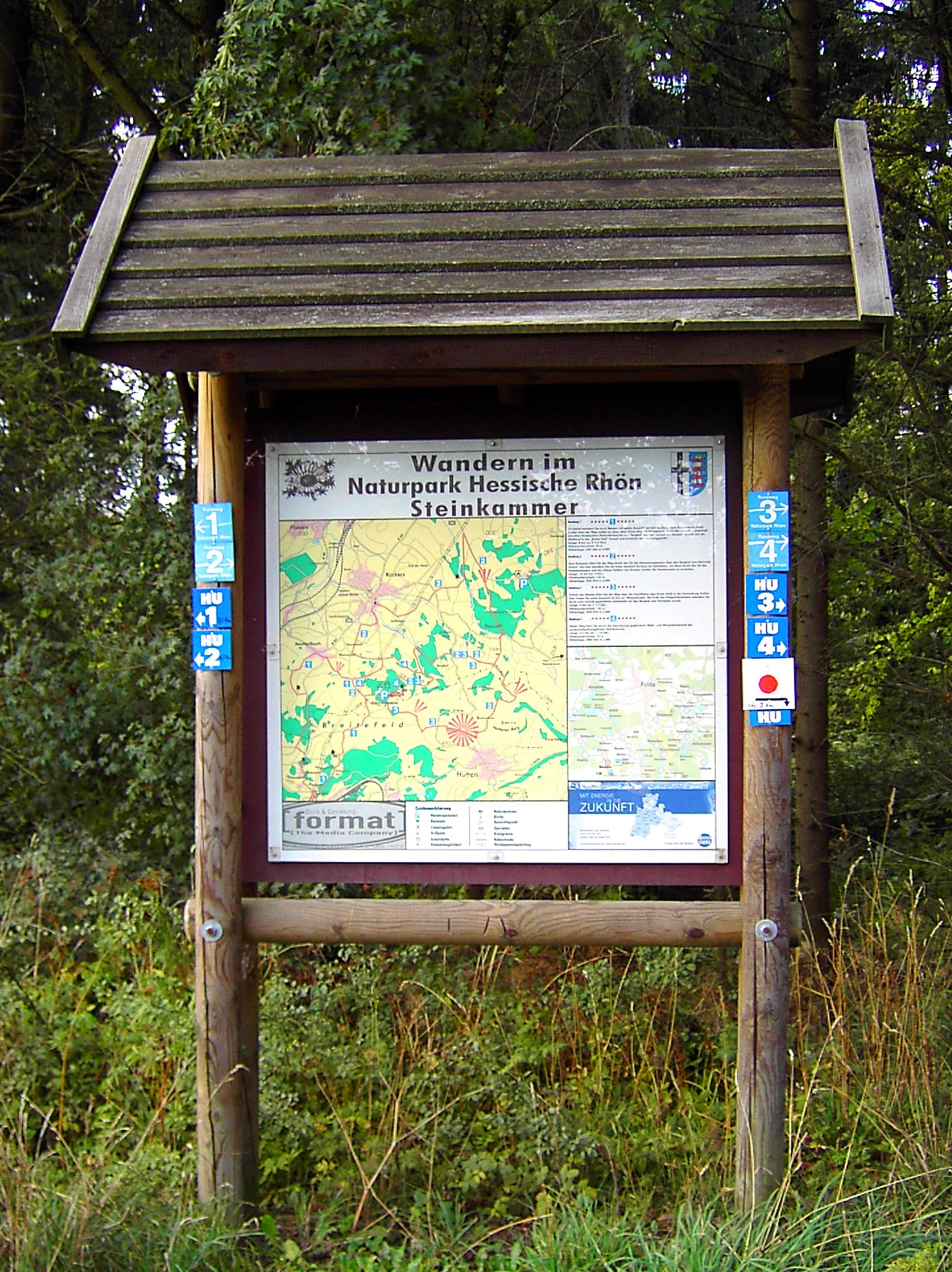
Wanderkarte im Naturpark

## Rundwanderwege des Naturparks Hessische Rhön
- Der Rundweg 1 mit einer Länge von 8 km führt von der Steinkammer zunächst nach Keutzelbuch dann nach Süden über das Breite Feld durch die reizvolle Landschaft vorbei an Naturdenkmalen (alte Eiche und alte Hutebuchen) nach Westen zum Berghof und zurück[1].
- Der Rundweg 2 mit einer Länge von 14 km führt von der Steinkammer über das Tal des Hermannswassers über den Berghof zum Steinrück bis kurz vor Schweben dann durch das Tal des Kressenwassers über die offene Feldflur von Rückers und zurück auf die Steinkammer[2].
- Der Rundweg 3 mit einer Länge von 9 km führt von der Steinkammer über die Hochfläche des Breiten Feldes nach Hutten über das Fliegenhäubchen zum Berghof und zum Ausgangspunkt zurück[3].
- Der Rundweg 4 mit einer Länge von 4,2 km führt durch die kleinräumig gegliederte Wald- und Wiesenlandschaft des Landschaftsschutzgebietes „Steinkammer“[4]

## Ökumenischer Jakobsweg

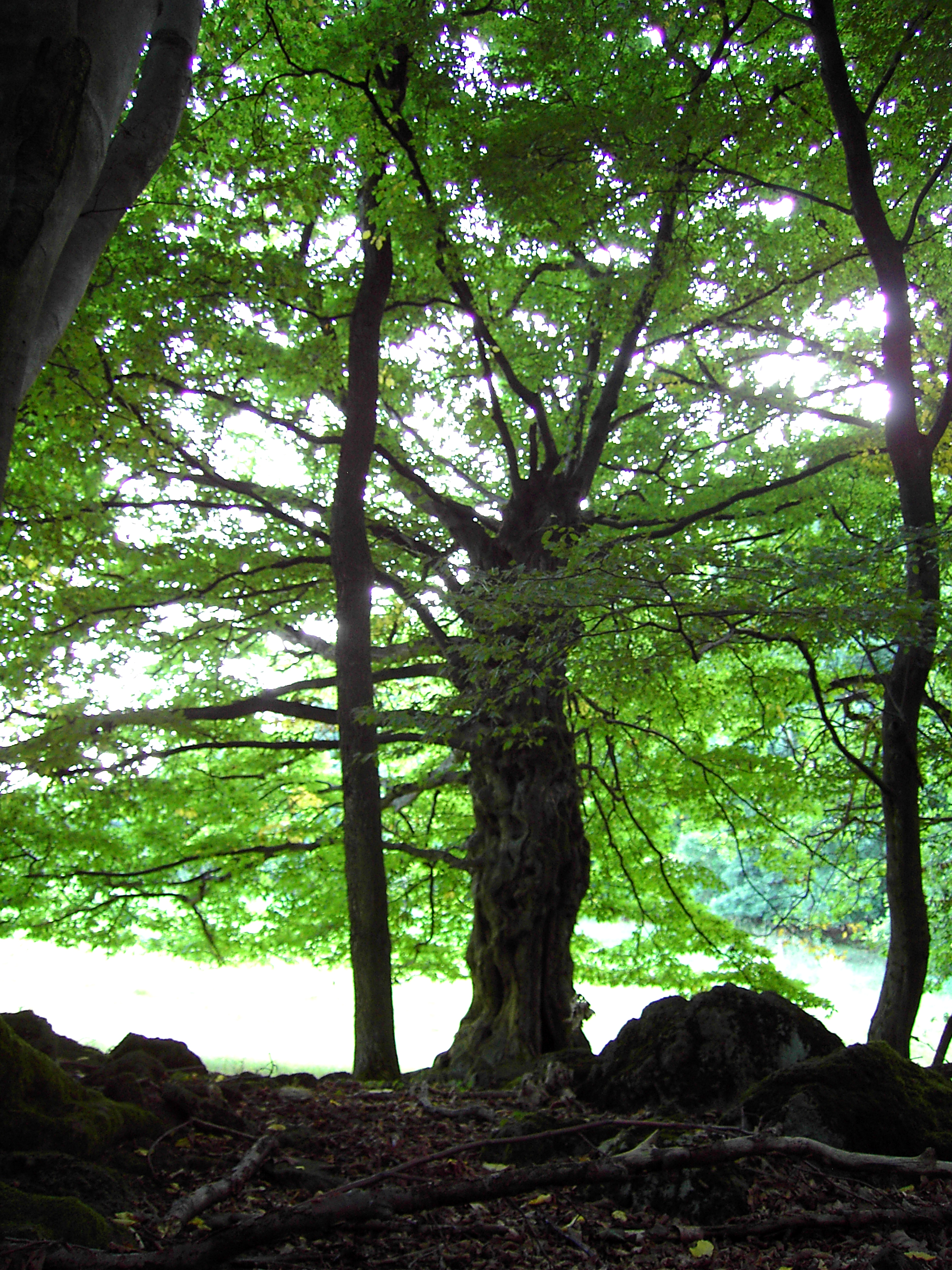
Naturdenkmal

Über die "Steinkammer" führt der 125 km lange Ökumenische Jakobsweg von Fulda an den Main. Die Strecke führt von Flieden kommend nach Rückers hinauf auf die Steinkammer und das Breite Feld über den Distelrasen hinunter nach Schlüchtern. Der Pilgerweg gehört zum Verbindungssystem der „Via Regia“, deren Wegenetz von der Ukraine bis nach Spanien führte.

## BUND Rundwanderweg
Der Rundwanderweg Nr. 2 Landrückentour des BUND Schlüchtern führt von der Burg Brandenstein kommend durch die parkartige Offenlandschaft über das Breitefeld, an der Steinkammer vorbei, zum Krackhof und anschließend über Kautz nach Wallroth.

## Geschichte
Die Steinkammer ist vulkanischen Ursprungs. Hünengräber, die am Fuße der „Steinkammer“ gefunden wurden, geben Zeugnis davon, dass hier schon in der vor- und frühgeschichtlichen Zeit Menschen lebten. 